# Carl Gustav Jacob Jacobi

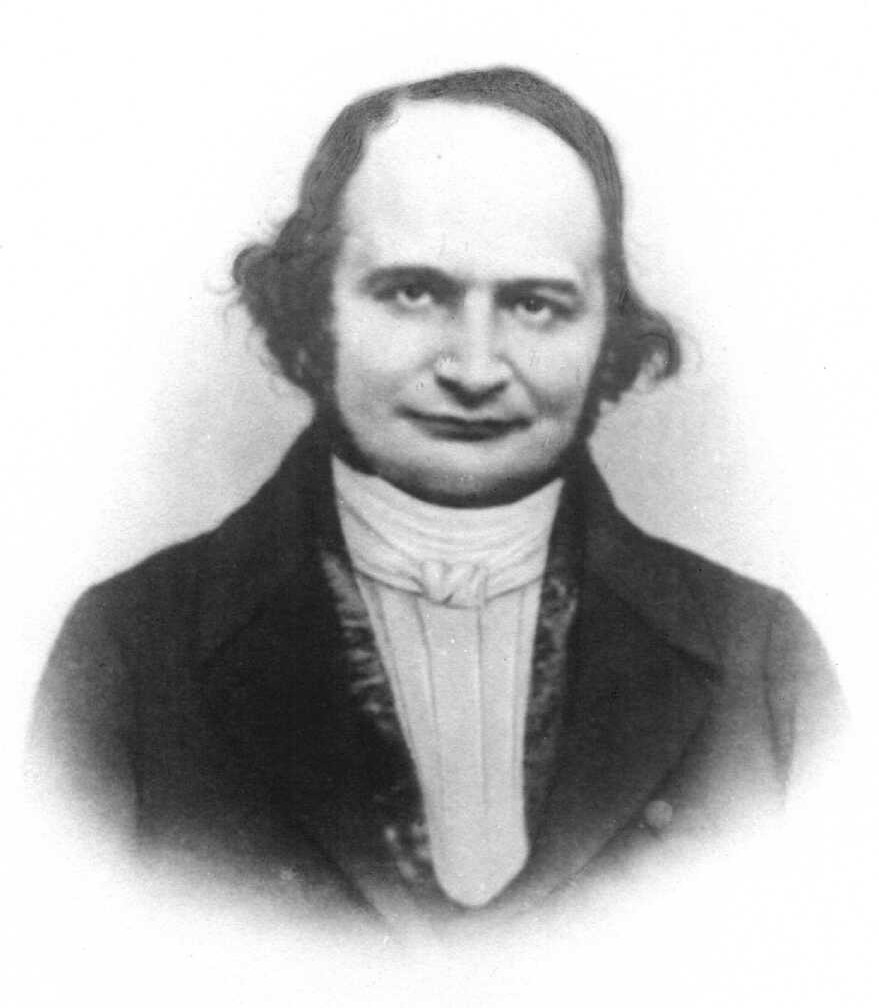
Carl Gustav Jacobi, 1804 - 1851.

Carl Gustav Jacob Jacobi, eigentlich Jacques Simon Jacobi (* 10. Dezember 1804 in Potsdam; † 18. Februar 1851 in Berlin), war ein preußischer Mathematiker.

## Leben
Carl Gustav Jacob Jacobi entstammte einer wohlhabenden jüdischen Bankiersfamilie aus Berlin und war ein drei Jahre jüngerer Bruder von Moritz Hermann von Jacobi. Er hatte einen jüngeren Bruder Eduard, der das väterliche Bankgeschäft übernahm, und eine Schwester Therese. Sein Vater Simon (1772–1832) stammte aus Beelitz und war Bankier (Geldwechsler) und Vorstandsmitglied der jüdischen Gemeinde in Potsdam, seine Mutter Rachel (1774–1848) war eine geborene Lehmann. Er hieß zunächst Jacques Simon Jacobi und nannte sich Carl Gustav Jacob nach dem Übertritt zum evangelisch christlichen Glauben, den er im ersten Studiensemester 1821 in Berlin vollzog.
In den ersten Jahren wurde er von einem Onkel mütterlicherseits unterrichtet. Seine Begabung für die Mathematik, aber auch für Sprachen, zeigte sich schon früh. Zwischen 1816 und 1821 besuchte er das Gymnasium zu Potsdam. In dieser Zeit lernte er die Mathematik hauptsächlich durch das Selbststudium der Literatur, zum Beispiel der Introductio in analysin infinitorum von Leonhard Euler. Aufgrund seiner überragenden Leistungen wurde er sofort in die oberste Klasse aufgenommen und erlangte schon mit 13 Jahren die Hochschulreife. Da die Berliner Universität jedoch keine Studenten unter 16 Jahren aufnahm, blieb Jacobi für vier Jahre in derselben Schulklasse und nutzte die Zeit, sich mit fortgeschrittener mathematischer Literatur zu beschäftigten.
1821 nahm er das Studium an der Berliner Universität auf. Er schwankte lange zwischen klassischer Philologie, in der er die Vorlesungen von August Boeckh besuchte, und Mathematik und besuchte auch die Philosophie-Vorlesungen von Georg Wilhelm Friedrich Hegel und hörte Geschichtsvorlesungen. Mathematik lernte er in erster Linie im Selbststudium (z. B. Euler, Lagrange, Laplace), da die damaligen Professoren der Berliner Universität nach Jacobis Worten nur mittelmäßige Mathematiker waren. 1824 legte er das Oberlehrerexamen in Latein, Griechisch und Mathematik ab. 1825 folgte seine Promotion bei Enno Dirksen (Disquisitiones Analyticae de Fractionibus Simplicibus), wobei Hegel in der Prüfungskommission saß. Die Habilitation (mit einer Antrittsvorlesung über Differentialgeometrie) erfolgte im Wintersemester 1825/26.
1826 bis 1843 wirkte er an der Universität Königsberg, wohin er auf eigenen Wunsch versetzt wurde, da er dort bessere Karrierechancen sah. Er reformierte dort mit der Gründung eines mathematisch-physikalischen Seminars den universitären Unterricht. Neben Jacobi wirkten der Astronom Friedrich Wilhelm Bessel (mit dem er später in Briefwechsel stand) und der Physiker Franz Ernst Neumann, mit dem er sich befreundete, in Königsberg und sie machten die Universität zu einem Anziehungspunkt für Mathematiker und Physiker. Die Einrichtung von Forschungsseminaren in der Mathematik war damals neu (aber in der klassischen Philologie vorher gebräuchlich) und wirkte beispielhaft in Deutschland. Auch in seinen Vorlesungen beschritt er meist neue Wege und stellte eigene Forschungen dar. Ab 1827 war er dort außerordentlicher und ab 1829 ordentlicher Professor. Das war nicht zuletzt seinen erfolgreichen Forschungen über elliptische Funktionen zu verdanken, die in Wettbewerb zu Niels Henrik Abels Arbeit entstanden, der 1829 frühzeitig verstarb und ebenfalls enge Verbindungen zum Verleger August Crelle hatte, dem Herausgeber des Journals für die reine und angewandte Mathematik (Crelles Journal), in dem die meisten Arbeiten von Jacobi (und Abel) erschienen. 1829 besuchte er Carl Friedrich Gauß in Göttingen (den er schon 1827 brieflich kontaktiert hatte) und Adrien-Marie Legendre, mit dem er schon vorher ab 1827 in Briefwechsel vor allem zu elliptischen Funktionen gestanden hatte, Joseph Fourier und Siméon Denis Poisson sowie andere Mathematiker in Paris. 1842 vertrat er Preußen mit Bessel auf dem Treffen der British Association for the Advancement of Science in Manchester und besuchte erneut Paris, wo er einen Vortrag vor der Académie des sciences hielt.
1843 gab er seine Vorlesungen aus gesundheitlichen Gründen auf (er litt an Diabetes) und erhielt durch Vermittlung von seinem Freund Peter Gustav Lejeune Dirichlet und Alexander von Humboldt eine Zuwendung des preußischen Staates (Friedrich Wilhelm IV.), um in Italien zu kurieren. Mit seinem Schüler Borchardt und Dirichlet besuchte er Lucca und war 1843/44 in Rom, wo damals auch die Mathematiker Ludwig Schläfli und Jakob Steiner waren.
Er übersiedelte danach nach Berlin als ordentliches Mitglied der Preußischen Akademie der Wissenschaften, erhielt eine Aufstockung seines Gehalts wegen der höheren Lebenshaltungskosten in der Hauptstadt und seiner Ärzte-Kosten und hielt, wenn auch nicht in dem Umfang wie in Königsberg, Vorlesungen an der Universität, wozu er als Akademiemitglied berechtigt war.
1849 kam er in finanzielle Nöte, als er wegen seiner liberalen politischen Einstellung in der Revolution 1848 (an der er auf republikanischer Seite beteiligt war) beim preußischen Staat in Ungnade fiel (eine von Jacobi angestrebte Anstellung an der Universität wurde abgelehnt, die Aufstockung seines Gehalts 1849 annulliert), was wie bei Gotthold Eisenstein durch Alexander von Humboldt gemildert wurde. Hinzu kam, dass die väterliche Bank einige Jahre zuvor bankrottgegangen war. Er musste seine Familie 1848 in das billigere Gotha schicken. Ein Ruf an die Universität Wien verbesserte 1850 seine Lage gegenüber dem preußischen Staat (man fürchtete den Prestigeverlust durch seinen Weggang), seine Familie blieb aber zunächst in Gotha, da der älteste Sohn Leonard Jacobi kurz vor dem Abitur stand.

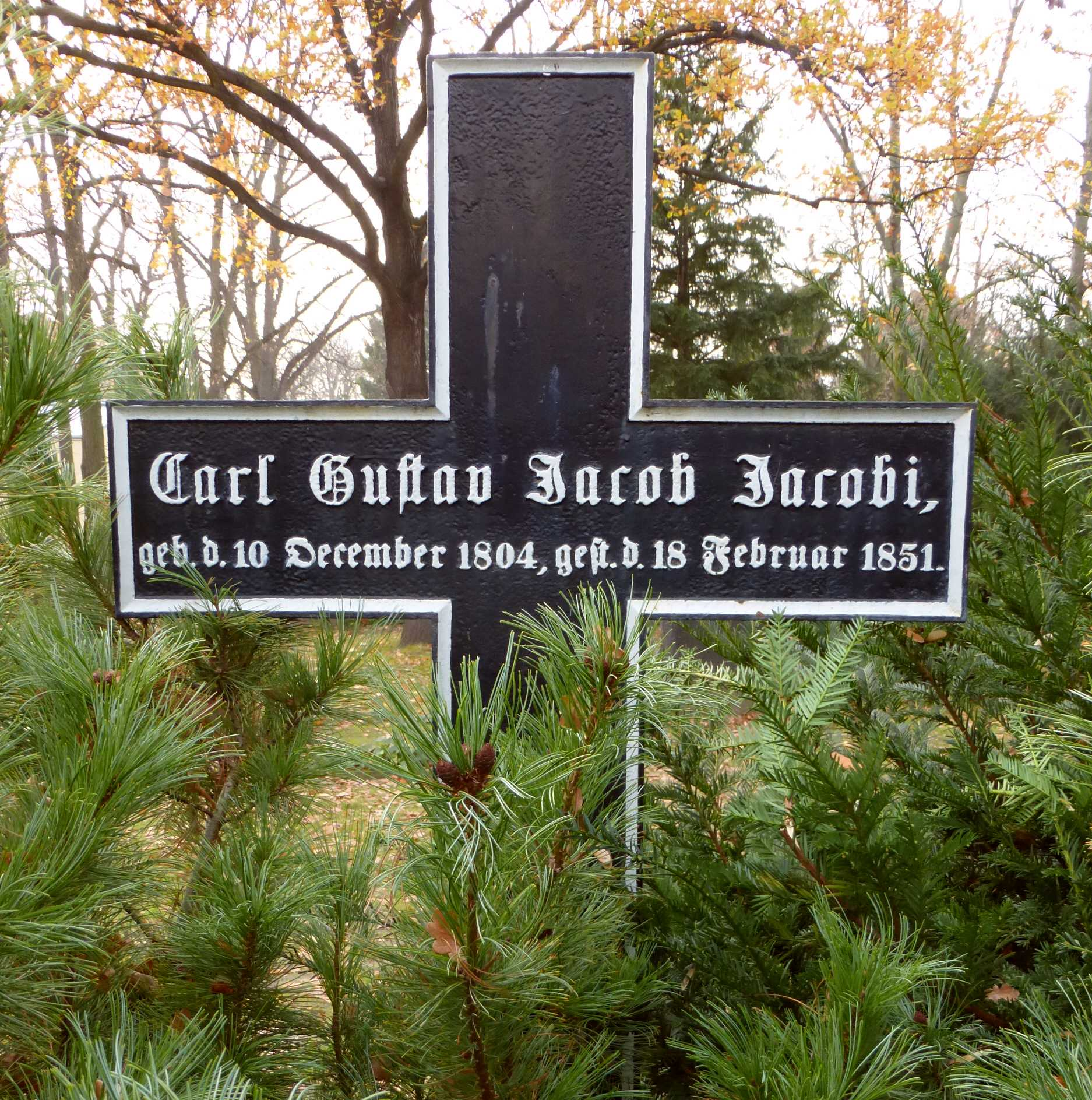
Grabkreuz von Carl Gustav Jacob Jacobi

Jacobi war auch auswärtiges Mitglied der Royal Society, Ehrenmitglied (Honorary Fellow) der Royal Society of Edinburgh und der Akademie in St. Petersburg sowie seit 1830 korrespondierendes Mitglied der Académie des sciences in Paris (seit 1846 associé étranger). 1840 wurde Jacobi zum auswärtigen Mitglied der Göttinger Akademie der Wissenschaften und 1850 in die American Academy of Arts and Sciences gewählt.
Carl Gustav Jacob Jacobi starb 1851 im Alter von 46 Jahren in Berlin an den Folgen einer Pockeninfektion, nachdem er kurz zuvor eine Grippe überstanden hatte. Sein Grab befindet sich auf dem Dreifaltigkeitsfriedhof I in Berlin-Kreuzberg. Als Grabmarkierung dient ein gesockeltes Eisenkreuz. Auf Beschluss des Berliner Senats ist die letzte Ruhestätte von Carl Gustav Jacob Jacobi (Grablage DV2-SA-1T) seit 1980 als Ehrengrab des Landes Berlin gewidmet. Die Widmung wurde im Jahr 2001 um die inzwischen übliche Frist von zwanzig Jahren verlängert.

## Familie
Jacobi heiratete am 11. September 1831 in Königsberg (Ostpreußen) Marie (eigentlich: Maria) Schwinck (11.11.1807 Königsberg – 15.07.1902 Cannstatt). Marie Schwincks Vater war ein ehemals wohlhabender Kommerzienrat, hatte aber zum Zeitpunkt der Heirat sein Vermögen durch Spekulation verloren. Aus dieser Ehe gingen folgende Kinder hervor:
- Simon Leonhard (auch: Leonard) Jacobi (1832–1900), Jurist ⚭ Margarete Lucy Smith (* 1837)
- George Nicolas Jacobi (1834–1846)
- Jacob Adrian Jacobi (1837–1865), Ingenieur
- August Anton Carl Jacobi (1838–1866), studierte „Bergfach“ und war als Hüttenverwalter[19] in Ohrdruf tätig. Er starb als Unteroffizier[20] bei der Schlacht von Podol in Böhmen im Deutschen Krieg
- Clara Margarethe Jacobi (1840–1910), war als Erzieherin und Übersetzerin tätig und übersetzte als Erste die Sherlock-Holmes-Romane ins Deutsche
- Charlotte Auguste Susanne Jacobi (1842–1892), arbeitete als Zeichenlehrerin an der Höheren Töchterschule Cannstatt[21] und gab der späteren Malerin Johanna Koch Privatunterricht[22]
- Marie Elisabeth Gertrud Jacobi (1845–1909), widmete sich ebenfalls wie ihre Schwestern dem Erziehungsfach
- Stephan Lejeune Jacobi (1847–1872), Techniker

Derzeit sind keine Enkelkinder bekannt.

## Wirken
Man zählt Jacobi zu den produktivsten und vielseitigsten Mathematikern der Geschichte. Die originellste seiner Schöpfungen ist wohl seine Theorie der elliptischen Funktionen, die er 1829 in seiner Schrift Fundamenta nova theoriae functionum ellipticarum veröffentlichte. Gleichzeitig und unabhängig von Abel führte er die Umkehrfunktionen zu den schon von Euler und anderen untersuchten elliptischen Integralen ein, die er elliptische Funktionen nannte. Sie waren zweifach periodische komplexe Funktionen. Genial waren auch seine Arbeiten zu den vierfach periodischen Funktionen (sogenannte hyperelliptische Integrale oder Abelsche Integrale). Er gab auch später eine Formulierung der Theorie elliptischer Funktionen mit Thetafunktionen. Seine Untersuchungen zur Kreisteilung und deren Anwendung auf die Zahlentheorie (Theorie der quadratischen, kubischen und bikubischen Reste inklusive Reziprozitätsgesetz für kubische Reste) entstanden in Anschluss an Carl Friedrich Gauß und dessen Disquisitiones arithmeticae und dessen Abhandlung über biquadratische Reste. Ein geplantes Buch über Zahlentheorie wurde nicht vollendet. In der Algebra befasste er sich systematisch mit Determinanten. Jacobi war nicht nur ein Meister in der Manipulation komplizierter Formeln, sondern auch ein hervorragender Kopfrechner und veröffentlichte zahlentheoretische Tafeln. Er arbeitete auch mit dem Kopfrechner Johann Martin Dase zusammen.
Jacobis Untersuchungen zur Differentialgeometrie (Flächen zweiten Grades, unter anderem Geodäten auf einem Ellipsoid), zu den partiellen Differentialgleichungen und zur Variationsrechnung (u. a. seine Theorie konjugierter Punkte) machen ihn zu einem Wegbereiter der mathematischen Physik, zum Beispiel in der Hamilton-Jacobi-Theorie der klassischen Mechanik. Jacobi befasst sich in Anschluss an William Rowan Hamilton, dessen On a general method in dynamics er 1834 oder Anfang 1835 las, mit Analytischer Mechanik, was gleichzeitig der Beginn seiner Beschäftigung mit angewandter Mathematik war. Grundsätzlich war er ein Vertreter der reinen Mathematik, wie er in seiner Antrittsrede zum Eintritt in die philosophische Fakultät in Königsberg 1832 darlegte (und schon in einer seiner Thesenschriften zur Doktorprüfung 1825). Sie war für ihn Modell für andere Wissenschaften und bedurfte keinerlei Legitimation durch Philosophie oder Naturwissenschaften.
Er untersuchte Gleichgewichtsfiguren rotierender Flüssigkeiten, die schon Colin MacLaurin und andere untersucht hatten, und fand neue Lösungen (ein Ellipsoid mit drei ungleichen Achsen).
Auch als Lehrer war Jacobi eine überragende Persönlichkeit. Er wurde von seinen Schülern als „Euler des 19. Jahrhunderts“ bezeichnet, obwohl er lediglich 25 Jahre forschend tätig war. Zu seinen Schülern gehören Karl Wilhelm Borchardt, Friedrich Julius Richelot, Otto Hesse, Johann Georg Rosenhain, Wilhelm Scheibner (1826–1908), Philipp Ludwig von Seidel, Eduard Heine.
Nach ihm benannt sind die Jacobi-Matrix, der Satz von Jacobi, die Jacobi-Polynome, das Jacobi-Verfahren, das Jacobi-Verfahren für Eigenwerte, die Jacobi-Identität, das Jacobi-Symbol, das Jacobifeld, und der Jacobi-Perron-Algorithmus als mehrdimensionale Verallgemeinerung des euklidischen Algorithmus.
Er entwarf einen Plan der Gesamtausgabe der Werke von Leonhard Euler, die aber erst später realisiert wurde. Er korrespondierte darüber mit Paul-Heinrich Fuß, einem Nachkommen von Euler und Sekretär der Akademie in Sankt Petersburg. Weitere Beiträge zur Mathematikgeschichte waren u. a. ein Vortrag über René Descartes 1846 in der Sing-Akademie zu Berlin und Beiträge über antike griechische Mathematiker zu Alexander von Humboldts Kosmos. Bei seinem Aufenthalt in Rom studierte er Manuskripte von Diophantos von Alexandria in der Vatikanbibliothek.
Er stand mit Adrien-Marie Legendre in Briefwechsel.
Der nach ihm benannte Jacob-Jacobi-Preis des Leibniz-Kolleg der Universität Potsdam wird bis heute verliehen.

## Auszeichnungen
- Orden Pour le Mérite (31. Mai 1842)[6]

Nach ihm sind der Mondkrater Jacobi sowie der Asteroid (12040) Jacobi benannt.

## Schriften
- Fundamenta nova theoriae functionum ellipticarum. Bornträger, Königsberg 1829. (Digitalisat)
- Gesammelte Werke. 7 Bände (Hrsg. Karl Wilhelm Borchardt, Alfred Clebsch, Karl Weierstraß), auf Veranlassung der Preußischen Akademie der Wissenschaften. Berlin, Reimer 1881 bis 1891, Nachdruck 1969.
  - Band 1, 1881 (mit der Gedächtnisrede von Dirichlet und der Fundamenta Nova und anderen Arbeiten zu elliptischen Funktionen, Hrsg. Borchardt).
  - Band 2, 1882 (Hrsg. Weierstraß, ebenfalls elliptische und Abelsche Funktionen).
  - Band 3, 1884 (Hrsg. Weierstraß, Algebra, Funktionaldeterminante).
  - Band 4, 1886 (Hrsg. Weierstraß, Partielle Differentialgleichungen, Mechanik).
  - Band 5, 1890 (Hrsg. Weierstraß, Partielle Differentialgleichungen, Mechanik aus dem Nachlass).
  - Band 6, 1891 (Hrsg. Weierstraß, Bestimmte Integrale, Reihen, Zahlentheorie).
  - Band 7, 1891 (Hrsg. Weierstraß, Geometrie, Astronomie, Mathematikgeschichte).
- Canon arithmeticus sive tabulae quibus exhibentur pro singulis numeris primis vel primorum potestatibus infra 1000 numeri ad datos indices et indices ad datos numeros pertinentes. Berlin, Akad. Wiss., 1839. Neuausgabe hrsg. von Heinrich Brandt. Berlin, Akademie Verlag 1956 (nicht in den Gesammelten Werken).
- Vorlesungen über Dynamik von C.G.J. Jacobi, nebst fünf hinterlassenen Abhandlungen desselben, herausgegeben von A. Clebsch. Berlin, Reimer 1866, 2. Auflage 1884 als Supplementband der Gesammelten Werke.
- Vorlesungen über Zahlentheorie: Wintersemester 1836/37 Königsber., (Hrsg. Franz Lemmermeyer, Herbert Pieper, E. Rauner), 2007.
- Vorlesungen über analytische Mechanik: Berlin 1847/48, nach einer Mitschrift von Wilhelm Scheibner. hrsg. von Helmut Pulte. Vieweg 1996.
- Korrespondenz Adrien-Marie Legendre – Carl Gustav Jacob Jacobi = Correspondance mathematique entre Legendre et Jacobi: mit dem Essay „C.G.J. Jacobi in Berlin“. (Hrsg. Herbert Pieper). Teubner 1998.
- Briefwechsel zwischen C. G. J. Jacobi und M. H. Jacobi. Teubner, Leipzig 1907, archive.org.
- Briefwechsel zwischen Alexander von Humboldt und C. G. J. Jacobi. (Hrsg. von Herbert Pieper). Akademie Verlag, Berlin 1987.
- Der Briefwechsel zwischen C. G. J. Jacobi und P. H. von Fuss über die Herausgabe der Werke Leonhard Eulers. (Hrsg. von Paul Stäckel und Wilhelm Ahrens), Teubner, Leipzig 1908.
- Über die Functionaldeterminanten (De determinantibus functionalibus). (Hrsg. Paul Stäckel), Engelmann, Leipzig 1896.
- Über die Bildung und die Eigenschaften der Determinanten. (De formatione et proprietatibus determinantium). (Hrsg. Paul Stäckel). W. Engelman, Leipzig 1896 (zuerst 1841).
- Abhandlungen über Variationsrechnung, Band 2 (Lagrange, Legendre, Jacobi). (Hrsg. Paul Stäckel), Leipzig, Engelmann 1894 (darin von Jacobi: Zur Theorie der Variationsrechnung und der Differentialgleichungen. In: Crelles Journal, Band 17, 1837, S. 68–82).
- Über die vierfach periodischen Functionen zweier Variabeln, auf die sich die Theorie der Abelschen Transcendenten stützt. (Hrsg. Heinrich Weber). Engelmann, Leipzig 1895 (aus dem Lateinischen übersetzt).
- Neue Methode zur Integration partieller Differentialgleichungen erster Ordnung zwischen irgendeiner Anzahl von Veränderlichen. (Hrsg. G. Kowalewski), Leipzig, Engelmann 1906.
- Theorie der Elliptischen Funktionen aus den Eigenschaften der Thetareihen abgeleitet. (Hrsg. Adolf Kneser). Akademische Verlagsgesellschaft, Leipzig 1927.